# Estación de Montroig
La estación de Montroig (en catalán y según Adif Mont-roig) es una antigua estación ferroviaria clausurada situada en el municipio español de Montroig en la provincia de Tarragona, comunidad autónoma de Cataluña.

## Situación ferroviaria
La estación se encuentra en el punto kilométrico 251,1 de la línea férrea de ancho ibérico que une Valencia con San Vicente de Calders a 10,50 metros de altitud. El tramo es de vía única y estaba electrificado, pero al dejar de circular trenes, se desmontó la catenaria.

## Historia
La estación fue inaugurada el 12 de marzo de 1865 con la apertura del tramo Amposta-Tarragona de la línea que pretendía unir Valencia con Tarragona. Las obras corrieron a cargo de la Sociedad de los Ferrocarriles de Almansa a Valencia y Tarragona o AVT que previamente y bajo otros nombres había logrado unir Valencia con Almansa. En 1889, la muerte de José Campo Pérez principal impulsor de AVT abocó la misma a una fusión con Norte.
En 1941, tras la nacionalización del ferrocarril en España la estación pasó a ser gestionada por la recién creada RENFE. 
Desde el 31 de diciembre de 2004 Renfe Operadora explotó la línea mientras que Adif es la titular de las instalaciones ferroviarias.
La estación no presta ningún servicio desde el 13 de enero de 2020 debido a la puesta en servicio de la nueva variante de Vandellós del Corredor Mediterráneo, dejando fuera de servicio el trazado de vía única, entre el ámbito de La Ametlla de Mar y Vandellós y Hospitalet del Infante por el lado sur y la actual estación de Port Aventura por el lado norte.

## La estación
Se encuentra alejada del núcleo urbano, en una zona aislada cercana a la costa. El edificio para viajeros es una estructura de dos alturas y base rectangular. Cuenta con tres vías, la principal (vía 1) y dos derivadas (vías 2 y 4) y dos andenes, uno lateral y otro central. Aún conserva una aguada y un depósito de agua usados antiguamente por las locomotoras de vapor.  